# マグナ・カルタ (バンド)
マグナ・カルタ（Magna Carta）は、1969年4月にロンドンでオリジナルが結成されたプログレッシブ・ロック/フォークロック・グループである。彼らの最初のコンサートは、1969年5月10日、クリス・シンプソン（ギター、ボーカル）、ライエル・トランター（ギター、ボーカル）、グレン・スチュワート（ボーカル）によって行われた。
このトリオはフォンタナ・レコードとヴァーティゴ・レコードからアルバムをリリースし、1970年代のアルバム『四季』で大きな成功を収めた。

## 略歴
アルバム『マグナ・カルタ』（1969年）は、1970年のアルバム『四季』が全英アルバムチャートで55位に達する前にフォンタナ・レコードによってリリースされたが、その後、トランターはオーストラリアに帰国してしまった。1971年、マグナ・カルタはロイヤル・フィルハーモニック・オーケストラとともにロイヤル・アルバート・ホールにて演奏を行った。デイヴィー・ジョンストンがラインナップに加わり、彼がまだエルトン・ジョンとの仕事を辞める前に、『ソングス・フロム・ウェイスティーズ・オーチャード』（1971年）と『マグナ・カルタ・イン・コンサート』（1972年）をバンドで録音した。
その後、シンプソンとスチュワートにスタン・ゴードンが加わり、アルバム『ロード・オブ・ジ・エイジズ』（1974年）を録音しリリースした。『ロード・オブ・ジ・エイジズ』のセッションで演奏したグラハム・スミスもラインナップに追加されたが、その後すぐに彼とゴードンの2人とも脱退してしまった。シンプソンとスチュワートが新しいリズム・セクションを追加したため、変化の期間が続いた。この短命の編成は、すぐにメインとなるデュオ（元ナチュラル・アコースティック・バンドのトム・ホイが参加）に道を譲り、その後、スチュワートはサリー州リッチモンドでペットショップを経営するために脱退した。
ナイジェル・スミスが、1975年のアルバム『プッティング・イット・バック・トゥゲザー』のレコーディングを手伝うために参加した。1977年には、ナチュラル・アコースティック・バンドでのホイの元バンドメイトであるロビン・タインが、リー・アボットとともにバンドに加わった。その後まもなく、ピック・ウィザースが追加された。ウィザースは短期間しか在籍せず、ダイアー・ストレイツに参加した。厳しい苦境の中で、タインとホイは1979年にノヴァカルタ (NovaKarta)を結成するために脱退した。トム・マッコンヴィルがアルバム『Live In Bergen』のリリース時に登場したのは、アル・フェンとジョージ・ノリスが加わり再びラインナップが変更される前のことである。
1980年から1982年の間に、ポール・バージェスを含むさまざまなドラマーと共にダグ・モルターがラインナップに加わった。1981年リリースのアルバム『Midnight Blue』には「Highway To Spain」が含まれていた。ノリス、バージェス、およびモルターは皆、脱退し、後者はアルビオン・バンドに移籍した。クリス・シンプソンのソロ・アルバム『Listen To The Man』はこの期間中に登場し、リー・アボット、リンダ・テイラー、ウィル・ジャクソンというバック・メンバーをフィーチャーした。1984年から1986年の間に、シンプソンとテイラーは、音楽クラブを経営するために中東に行った後、マグナ・カルタを再編成するために母国に戻った。1986年までに、ラインナップには、シンプソン、テイラー、アボットに加えて、グウィン・ジョーンズ、ジョン・キャリー、ポール・バージェス、サイモン・カールトンが含まれるようになった。1988年、アルバム『One To One』がTemboレーベルからリリースされ、ジョーンズは同じ年にバンドを脱退した。
1990年、シンプソンとテイラーは結婚し、リー・アボットの半引退により、彼らはデュオとしてマグナ・カルタで演奏し続け、広範囲にわたるツアーのためのより大きなラインナップで演奏した。
1992年にオランダでリリースされたアルバム『Heartlands』に伴い、オランダでのツアーが続いた。デュオは忙しいライブ・スケジュールを維持し続け、長年にわたって60か国以上をツアーしてきた。バンドの1970年代に発表したアルバムのCD再発に加えて、この10年間に、いくつかのライブ・アルバムが登場した。
2001年、アルバム『Seasons in the Tide』は、Gold Circleレーベルからリリースされたが、その後すぐにレーベルが破産してしまった。2002年には、2001年にオランダのテセル島で記録されたDVD『Ticket to the Moon』がリリースされた。その年の後半、マグナ・カルタはオランダの劇場ツアーでフェアポート・コンヴェンションをサポートした。ズトフェンのデ・ハンツェホフ劇場で、彼らはフェアポート・コンヴェンションでいくつかの歌を演奏したオランダ出身の若いヴァイオリン奏者を発見した。その後、彼らはその若者、マット・バーンホーンに会い、彼らのコンサートに参加するように依頼した。2002年、バーンホーンはマグナ・カルタのレギュラー・メンバーとなった。ヴァイオリンと同様に、彼はマンドリンとギターを演奏した。それ以来、彼らは毎年春のツアー（通常は音楽カフェ、フォーククラブ、小さな会場で）と秋のツアー（主に全国の劇場）で2回、オランダ・ツアーを行った。彼らはまた、南アフリカでのツアーを行い、さらにカナダ、スイス、スペイン、ベルギーで演奏した。
2006年、クリスとリンダ・シンプソンは結婚が破綻したと発表した。
2007年、クリス・シンプソンは65歳の誕生日を迎えた。8月17日、表面的にはBBCラジオ・マージーサイドでプレゼンターのスペンサー・リーとのラジオ・インタビューに参加するためにリバプールへと旅立った。しかし、そこで彼の妻がマシュー・ストリートのキャヴァーン・クラブで演奏するためにマグナ・カルタを密かに手配していたことが明らかになった。キャヴァーン・クラブでのコンサートはお祝いに変わり、バンドにはベースでリー・アボットが、ハーモニカでIain 'Stewy' Stewartが参加した。コンサートの終わりに、シンプソンはバンドの名前が記されたキャヴァーンのレンガの一つをプレゼントされた。キャヴァーン・クラブ自体は反対している格好だが、このレンガはこの時以来、これまで会場で演奏したことのあるすべての演奏者の名前とともに「Wall of Fame」にマウントされている。
2007年、マグナ・カルタは、主にシンプソンズとの関係の悪化を認識して、2009年に解散することを既に決定していた。2008年後半、彼らはオランダでの「フェアウェル・ツアー」に乗り出した。2009年5月11日、クリスとリンダ・シンプソンは、マット・バーンホーンと共に、アムステルダムのコニンクリーク・シアター・カレで最後のコンサートを行った。トリオには、マグナ・カルタの元メンバー、リー・アボット、ダグ・モルター、ジョージ・ノリス、トム・ホイが加わった。2人のオランダ人ミュージシャン、マイク・ロエロフ（キーボード）とエディC（パーカッション）も参加した。バーンホーンの父親、ヘニーは、コンサートの後半の開始時にバグパイプを演奏した。医師にして時として俳優でもあるアンドリュー・ジャクソン博士が、ナレーターを務めた（アルバム『Backroads』収録の「Fields of Eden」のレコーディングに参加していたため）。
シンプソンとトム・ホイをフィーチャーしたツアーが、2009年9月に南アフリカで開催された。その後、ホイは将来のツアーに参加するつもりはないと述べ、その結果、2010年の南アフリカのツアーはクリス・シンプソンとニック・ホールで行われ、2011年に2人はスペイン、カナダ、オランダでも公演を行った。
2011年初頭、『Midnight Blue』がライブ・アルバム『Live＆Let Live』との2枚組アルバムとしてパッケージでリリースされた。2011年9月と10月に、新しいマグナ・カルタのラインナップがオランダの17か所の会場を巡回した。ジョージ・ノリスがギターとボーカルに戻り、最新の追加メンバーとなったのは、オランダのマルチインストゥルメンタリストのローレンス・ジョアンセンであった。ジョアンセンは、スライドギター、アコースティックギター、バンジョー、マンドリン、ヴァイオリンを演奏した。
オランダでの別のツアーの後、バンドはスタジオに戻り、ニュー・アルバム『The Fields of Eden』（2015年）を録音した。
2019年12月、彼らは50年後のファイナル・コンサートを発表した。

## ディスコグラフィ

### スタジオ・アルバム
- 『マグナ・カルタ』 - Magna Carta (1969年) ※『This is Magna Carta』『Times of Change』として再発あり
- 『四季』 - Seasons (1970年)
- 『ソングス・フロム・ウェイスティーズ・オーチャード』 - Songs from Wasties Orchard (1971年)
- 『ロード・オブ・ジ・エイジズ』 - Lord of the Ages (1973年)
- 『プッティング・イット・バック・トゥゲザー』 - Putting it Back Together (1976年) ※『Took A Long Time』として再発あり
- Martin's Café (1977年)
- 『プリズナーズ・オン・ザ・ライン』 - Prisoners on the Line (1978年)
- No Truth in the Rumour (1979年)
- Midnight Blue (1982年)
- Sweet Deceiver (1983年)
- One to One (1988年) ※『Rings Around the Moon』 (2000年)、『Ticket to the Moon』 (2005年)として再発あり
- Heartlands (1992年)
- Seasons in the Tide (2001年)
- In Tomorrow (2005年) ※2CD、DVD
- The Fields of Eden (2015年)

### ライブ・アルバム
- 『マグナ・カルタ・イン・コンサート』 - In Concert (live in Carré) (1972年)
- Live in Bergen (1978年)
- State of the Art (1993年)
- Live at the BBC (1995年)
- Live at Grassington (1999年)
- Evergreen (2000年)
- Forever (2000年)
- A Touch of Class (2002年)
- Ticket to the Moon (2002年) ※DVD
- 『ライヴ・アット・ザ・ロイヤル・アルバート・ホール1971』 - Live At The Royal Albert Hall (2014年) ※With ロイヤル・フィルハーモニック・オーケストラ

### コンピレーション・アルバム
- Spotlight on Magna Carta (1977年)
- Old Master & New Horizons (1991年)
- Milestones (1994年)
- Las Tierras del Viento (1995年)
- Limited Edition (1996年)
- Seasons + Wasties Orchard (1999年)
- Lord of the Ages + Martin's Cafe (1999年)
- Where to Now? (2000年)
- Magna Carta Gold (2003年)
- Ages and Seasons (2003年)
- Backroads (2006年)
- Airport Song (2006年) ※DVD
- Deserted Highways of the Heart... (2007年)
- 『トゥモロウ・ネヴァー・カム 』 - Tomorrow Never Comes, The Anthology 1969-2006 (2CD) (2007年)
- Written in the Wind (2008年)

### その他の関連アルバム
- クリス・シンプソン : Listen to the Man (1984年)
- Paul Stewart : That's the Way it Goes (2006年) ※Paul Stewartはクリス・シンプソンの変名[3]